# Michael Palm (Spieleautor)
Michael Palm (* 26. Dezember 1971 in Waiblingen bei Stuttgart) ist ein deutscher Spieleentwickler und -autor. Er lebt in der Nähe von Engen im Hegau.

## Leben
Michael Palm ist Sohn des Politikers Guntram Palm. 1991 begann er ein Studium der Rechtswissenschaften an der Universität Konstanz. 1993 eröffnete er mit drei Freunden in Konstanz den Seetroll, ein Fachgeschäft für Comics und Spiele. Mittlerweile existieren auch Filialen in den umliegenden Orten.
Michael Palm entwickelt selbstständig und auch im Auftrag Spiele verschiedener Genres, teilweise im Team mit anderen Autoren. Er ist unter anderem Autor für Sammelkartenspiele. 1999 wurde der Verlag „Ars Ludi“ gegründet.
Gemeinsam mit Sebastian Jakob (Team Telepathic Brothers) entwickelte Michael Palm 2001 im Auftrag der Dino AG das Sammelkartenspiel Die Simpsons, das um drei Editionen erweitert wurde. Für Fishtank, einer Tochtergesellschaft von Ravensburger, entwickelten die Telepathic Brothers das bekannte Spiel Behind, das erstmals Elemente von Sammelkartenspiel und Tabletop vereinte und auch auf dem französischen Markt erschien.
Im Jahre 2006 entstand in Zusammenarbeit mit Lukas Zach, Palms Teampartner bei Ludocreatix, im Auftrag von Super RTL das Sammelkartenspiel zu der beliebten Zeichentrickserie Dragon Hunters – Die Drachenjäger. 2007 folgte für die bekannte Computer-Rennspielserie Need for Speed von Electronic Arts das Sammelkartenspiel Need for Speed – Trading Card Game.
2009 erhielten die „Mach Party!“-Spiele, die für den „McDonald’s Kindergeburtstag mit TOGGO“ in Zusammenarbeit mit Super RTL vom Entwicklerteam LudoCreatix entwickelt wurden, den Lima Award für die „Promotion des Jahres“.
Die für den italienischen Markt überarbeitete Version von Die Kutschfahrt zur Teufelsburg - Il Castello del Diavolo gewann 2010 in Italien den Preis „Best Card Game of the Year“.
Neben seiner Entwicklertätigkeit ist Michael Palm seit 1993 Besitzer eines Spielefachgeschäfts in Konstanz mit mehreren Filialen in umliegenden Orten, in denen hauptsächlich Comics und alle Arten von Spielen vertrieben und regelmäßige Spieleabende veranstaltet werden.
Für das gemeinsam mit Lukas Zach entwickelte Spiel Dorfromantik: Das Brettspiel, gewann Michael Palm im Jahr 2023 den renommierten Preis Spiel des Jahres.

## Ludographie (Auswahl)
- 1996: Das Geheimnis auf dem Nil (mit Martin Drewes; Jeux Descartes)
- 1997: Sport für alle (mit Martin Drewes; Landessportverband Baden-Württemberg)
- 1999: Bloodrace (Truant Verlag)
- 1999: Illegal (mit Sebastian Jakob; Ars Ludi-Verlag)
- 2000: Simpsons Brettspiel (mit Sebastian Jakob; Dino AG)
- 2001: Digimon Brettspiel (mit Sebastian Jakob; Dino AG)
- 2001: The Simpsons Sammelkartenspiel (mit Sebastian Jakob; Dino AG); Erweiterungen: Krusty (2002), Horror (2002), Sport (2004)
- 2003: Behind Sammelkartenspiel (mit Sebastian Jakob; Fishtank Verlag); Erweiterungen: Reinforcement 1 (2004), Szenario Pack (2004); deutsche und französische Versionen
- 2004: Traumschiff Surprise Periode 1 – Kartenspiel (mit Sebastian Jakob; Ravensburger/Fishtank)
- 2004: Meine Zwerge fliegen hoch (mit Sebastian Jakob; Pegasus Spiele, Graphik: John Kovalic), deutsche und englische Ausgabe
- 2005: Chi-Zo (mit Sebastian Jakob; Temple Games)
- 2006: Die Drachenjäger (RTL Disney, Layout: Lukas Zach)
- 2006: Die Kutschfahrt zur Teufelsburg (mit Lukas Zach; Adlung Spiele), deutsch-englische Ausgabe
- 2007: Need for Speed – Trading Card Game (mit Lukas Zach; Imagination)
- 2007: Buchstaben-Beutel (mit Lukas Zach; Hiku Spiele)
- 2008: Thinx (mit Lukas Zach; PublicSolution)
- 2008: Voodoo Party (mit Lukas Zach; Hiku Spiele)
- 2009: Yvio Partytime (mit Lukas Zach; PublicSolution)
- 2009: Galileo Denkfitness (mit Lukas Zach; PublicSolution)
- 2009: Mach Party! (mit Lukas Zach; Super RTL und McDonald’s)
- 2010: Il Castello del Diavolo (mit Lukas Zach; dV Giochi), italienische Ausgabe von Die Kutschfahrt zur Teufelsburg
- 2011: Artefakt (mit Lukas Zach; Winning Moves)
- 2012: Bim Bamm! (Kartenspiel) (mit Lukas Zach; Verlag Drei Hasen in der Abendsonne)
- 2012: Die dunkle Prophezeiung Erweiterung zu Die Kutschfahrt zur Teufelsburg (mit Lukas Zach; Adlung Spiele), deutsch-englische Ausgabe
- 2012: Die Zwerge (Brettspiel) (mit Lukas Zach; Pegasus Verlag; Brettspiel zum Buch Die Zwerge von Markus Heitz)
- 2013: Erwischt vermischt!  (mit Lukas Zach)
- 2013: BANG! Das Würfelspiel  (mit Lukas Zach)
- 2014: Die Zwerge - Das Duell (Brettspiel) (mit Lukas Zach; Pegasus Verlag; Brettspiel zum Buch Die Zwerge von Markus Heitz)
- 2014: Evoker Mobile Game (dig. Sammelkartenspiel) (mit Lukas Zach)
- 2014: Kung Fu (Kartenspiel) (mit Lukas Zach)
- 2014: Groovy Pips (Würfelspiel) (mit Lukas Zach; Drei Hasen in der Abendsonne)
- 2016: Etoile (Holzspiel) (mit Lukas Zach)
- 2016: Die Zwerge – Saga- und Charakter-Erweiterung (mit Lukas Zach; Pegasus Spiele)
- 2016: Zauberei hoch drei (mit Lukas Zach; Pegasus Spiele; auf der Empfehlungsliste für Spiel des Jahres 2017)
- 2016: Bücherwurm (Kartenspiel) (mit Lukas Zach)
- 2016: Bang! Würfelspiel Erweiterung – Old Saloon (mit Lukas Zach)
- 2016: Aventuria Abenteuerkartenspiel (mit Lukas Zach)
- 2017: Aventuria Erweiterung – Feuertränen (mit Lukas Zach)
- 2017: Tenno (Kartenspiel) (mit Lukas Zach; Huch!)
- 2017: Asterix und Obelix (Kartenspiel) (mit Lukas Zach; Pegasus Spiele)
- 2018: Adventure Island (mit Lukas Zach; Pegasus Spiele)
- 2018: Talisman - Legendäre Abenteuer (Brettspiel)  (mit Lukas Zach; Pegasus Spiele)
- 2022: Dorfromantik: Das Brettspiel (mit Lukas Zach; Pegasus Spiele), Spiel des Jahres 2023
- 2023: Dorfromantik: Das Duell (mit Lukas Zach; Pegasus Spiele)